# Königlich Bayerisches 12. Infanterie-Regiment „Prinz Arnulf“
Das 12. Infanterie-Regiment „Prinz Arnulf“ war ein Verband der 4. Infanterie-Brigade der Bayerischen Armee. Der Friedensstandort des Regiments war Neu-Ulm.

## Geschichte

### Aufstellung und Entwicklung
Das Regiment wurde am 16. Juli 1814 gemäß Reskript des Königs vom 16. Juli 1814 als Bayerisches Linien-Infanterie-Regiment „Würzburg“ in Würzburg aufgestellt und am 14. August 1814 als 12. Linien-Infanterie-Regiment in Dienst gestellt. Es wurde aus dem I. und II. Bataillon des Großherzoglich-Würzburgischen Infanterie-Regiments mit je einer Voltigeur- und vier Füsilierkompanien sowie dem 3. leichten Infanterie-Bataillon mit acht nicht voll aufgefüllten Kompanien errichtet und wies eine Stärke von 3307 Mann auf. Es hatte zunächst 219 Mann über Soll. Zum ersten Oberstkommandant wurde mit 10. Juli 1814 Wilhelm Moser von Filseck. Am 15. September 1814 gab das Regiment die Würzburger Fahnen an das Zeughaus in Würzburg ab.

### Feldzug gegen Frankreich 1815
Im Jahre 1815 wurde das Regiment von drei in zwei Bataillone und ein Reservebataillon umgegliedert. Das I. und II. Bataillon mit zusammen 2048 Mann und zwölf Pferden waren der 2. Brigade der 2. Division unterstellt. Vor dem Ausmarsch wurden ihm neue Fahnen übergeben. Vom 11. Juni 1815 bis 19. März 1817 waren die beiden Bataillone bei Nancy, das III. Bataillon vom 6. November 1815 bis August 1816 im Raum Forbach als Besatzung verwendet. Am 23. Juni 1815 wurde Carl Albert von Merz (Albert Ritter Merz von Quirnheim) zum Oberstkommandanten ernannt; er sollte die Führung des Regiments über fünfzehn Jahre wahrnehmen. Am 27. November 1815 wurden das I. (90 Mann) und II. Bataillon (25 Mann) der mobilen Legion Würzburg aufgenommen und als IV. und V. Bataillon einverleibt. Am 24. Oktober 1816 wurden vierzig Dienstpflichtige aus den ehemaligen Fuldaischen Ämtern Brückenau, Weihers und Hammelburg, die als Entschädigung für an Österreich abgetretene Gebiete an das Königreich Bayern gefallen waren, eingezogen. Mit dem 26. Juni 1817 wurde das III. Reserve-Bataillon aufgelöst, das IV. und V. Bataillon wurden zum III. und IV. Rahmen-Bataillon. Die Rahmenbataillone wurden am 1. Juni 1822 aufgelöst. Das Regiment war zu diesem Zeitpunkt in zwei Bataillone zu je einer Schützen- und fünf Füsilierkompanien gegliedert und hatte eine Stärke von 63 Offizieren, 1939 Unteroffiziere und Mannschaften sowie zwölf Pferde.

### ZwischenRestaurationundDeutschem Krieg
Am 1. Juni 1823 wurde Prinz Otto von Bayern zum Inhaber des Regiments ernannt, das nunmehr die Bezeichnung 12. Linien-Infanterie-Regiment „Prinz Otto von Bayern“ führte. Vom 1. Oktober bis 14. November 1830 wurden drei Kompanien unter Führung von Major Herbst an die Kurhessische Grenze zur Unruhebekämpfung verlegt. Ab dem 1. Dezember 1830 wurde Franz Zurnieden mit dem Kommando über das Regiment betraut. Am 28. Oktober 1831 bildete es mit zwei Bataillonen den Cholera-Kordon zwischen Tann und Dürrenried. Am 16. Juni 1832 wurden zwei Kompanien mit je 110 Mann nach Aschaffenburg kommandiert mit dem Auftrag, Unruhen nach dem Hambacher Fest niederzuschlagen. Am 8. August wurde Prinz Otto von Bayern auf den griechischen Königsthron berufen. Das Regiment wurde zugleich in 12. Linien-Infanterie-Regiment „König Otto von Griechenland“ umbenannt. Das II. Bataillon nahm unter der Führung von Major Wilhelm Herbst mit 22 Offizieren und 740 Mann an der Griechenland-Expedition vom 3. Dezember 1832 bis 27. Juli 1835 teil. In der Zeit sind zwei Unterlieutenants und 127 Mann verstorben, sechs Offiziere und 101 Mann wurden als felduntauglich gemustert und 22 Mann traten in griechische Dienste über. Major Herbst wurde zum Oberstleutnant befördert, am 6. Februar 1834 mit dem Goldenen Ritterkreuz des Griechischen Erlöser-Ordens ausgezeichnet und erhielt von König Otto einen Ehrendegen. Der Regimentsangehörige Franz Xaver von Predl verfasste ein Erinnerungsbuch über die Expedition. Am 28. Mai 1834 wurde Karl Freiherr von Jeetze zum Oberstkommandanten ernannt, der am 30. Dezember 1836 das Kommando an Wilhelm Herbst übergab. Das Regiment erhielt am 8. Oktober 1835 die Bezeichnung Infanterie-Regiment „König Otto von Griechenland“. Am 5. Januar 1840 übergab Königin Amalie von Griechenland dem II. Bataillon ein selbst gesticktes Fahnenband als Denkzeichen für die Griechenland-Expedition. Am 29. Mai 1842 wurde das Regiment mit den neuen Fahnen Modell 41 ausgestattet. Im Dezember 1846 rückten sieben Offiziere, ein Arzt sowie 150 Unteroffiziere und Mannschaften nach Hilders-Liebhards aus, um sogenannte Holzfrevler zu entwaffnen. Das Regiment wurde von 28. März bis 6. August 1848 in die Pfalz verlegt und dem Truppenkorps unter Generalleutnant Valentin Hartmann unterstellt. Während der Niederschlagung der Aufständischen fielen zwei Mann und zwei Mann wurden verwundet. Gleichzeitig wurden von März bis Juni 1848 drei Kompanien mit insgesamt dreizehn Offizieren und 379 Mann in die Kreise Miltenberg, Neustadt und Tann kommandiert mit dem Auftrag, Unruhestifter zu bekämpfen. Am 31. März 1848 wurde Heinrich von Dufresne zum Oberstkommandanten ernannt. Mit dem 21. April 1848 wurde das II. Bataillon in einer Stärke von dreizehn Offizieren, 93 Unteroffizieren, achtzehn Spielleuten und 687 Mann aufgestellt. Am 26. April 1848 erhielt das Regiment die Bezeichnung 12. Infanterie-Regiment „König Otto von Griechenland“. Mit dem 6. Juni 1848 wurde angeordnet, dass an die Regimentsfahnen Fahnenbänder in den Farben Schwarz-Rot-Gold anzuheften seien. Sie mussten am 17. Mai 1851 wieder abgenommen werden. Am 5. Oktober 1848 wurde die Fahnenweihe und -übergabe beim III. Bataillon begangen, das zunächst in Aschaffenburg einquartiert wurde. Es zog im Mai 1849 nach Würzburg um. Das I. und II. Bataillon nahmen unter der Führung der 1. Brigade beim Korps Generalleutnant Fürst Thurn und Taxis an der Besetzung Mannheims vom 6. bis 16. Juli 1849 teil. Am 9. Oktober 1849 übernahm Oberst Maximilian von Schlägel, der für sein tapferes Benehmen in der Schlacht bei Bar-sur-Aube (27. Februar 1814) mit dem Ritterkreuz des Militär-Max-Joseph-Ordens ausgezeichnet worden war, das Kommando über das Regiment. Der Regimentsstab verlegte im November 1849 von Würzburg nach Landau in der Pfalz. Das I. Bataillon zog im November 1851 in die neue Garnison München um. Im selben Jahre wurden die 5., 10. und 15. Füsilierkompanie aufgelöst. Im November 1852 kam das II. Bataillon nach Straubing, das III. Bataillon nach Landau. Das I. Bataillon wurde im Oktober 1853 ebenfalls nach Landau verlegt, das III. einen Monat später in Regensburg untergebracht. Inzwischen wurde am 31. März 1855 Oberst Wilhelm Merkel zum Oberstkommandanten ernannt. Im September 1855 kam der Regimentsstab mit dem I. Bataillon nach Kempten, das III. wurde nach Augsburg verlegt. Im Oktober 1856 lag das II. Bataillon in Kempten, das III. in Lindau. Am 15. November 1856 wurden die drei Schützenkompanien aufgelöst. Im September 1858 wurde das I. Bataillon endgültig nach Neu-Ulm verlegt. Ab Oktober 1861 befand sich der Regimentsstab ebenfalls in Neu-Ulm. Am 12. Mai 1863 wurden drei Füsilierkompanien in Schützenkompanien umgegliedert. Im Dezember 1863 gab das Regiment 48 Mann an das neu aufzustellende 7. Jäger-Bataillon ab; fünf Mann wurden der 4. Sanitäts-Kompagnie überstellt. Am 20. Mai 1866 wurde Achilles Schiber zum Oberstkommandanten ernannt, der jedoch das Kommando bereits am 25. Mai 1866 an Oberst Christoph Freiherr von Leoprechting übergab.

### Krieg gegen Preußen 1866
Vor Kriegsbeginn wurden das I. und II. Bataillon als Feldbataillone, das III. Bataillon in Stärke 155 Mann als Besatzung von Ulm sowie das IV. Bataillon in Stärke 197 Mann als Depot verwendet. Die Kompanien der Feldbataillone wurden auf jeweils 140 Mann verstärkt. Das I. und II. Bataillon wurden der 3. Brigade (Generalmajor Schuhmacher), 2. Division (Generalleutnant Freiherr von Feder) unterstellt. Am 4. Juli 1866 focht das Regiment bei Roßdorf und Zella, wo es keine Verluste zu beklagen hatte. Zur Schlacht bei Kissingen am 10. Juli 1866 trat es in Stärke 48 Offiziere, 133 Unteroffiziere, 53 Spielleute und 1532 Mann an. Oberleutnant Alfred Freiherr von Bibra wurde in dieser Schlacht für die Rückführung eines bayerischen Geschützes zu den eigenen Linien mit dem Ritterkreuz des Militär-Max-Joseph-Ordens ausgezeichnet. Es verlor bei Bad Kissingen an Gefallenen zwei Offiziere und zwölf Mann, an Verwundeten vier Offiziere sowie 67 Unteroffiziere und Mannschaften. In den Gefechten bei Helmstadt am 25. Juli 1866 hatte das Regiment keine Verluste hinzunehmen. Am Tag darauf (26. Juli) verlor es bei den Affairen zu Roßbrunn und Himmelreichwald sechs Gefallene, 33 Verwundete und zwei Mann vom III. Bataillon wurden als vermisst gemeldet. Am 30. Juli 1866 geriet die 10. Kompagnie bei Eschenau in Gefangenschaft.
Im September 1866 wurde das II. Bataillon von Kempten nach Landau verlegt. Mit dem 25. Dezember 1867 wurde Oberst August Heyl das Kommando über das Regiment übertragen. Im Jahre 1868 wurden als Ersatzbezirke für das Regiment die Ämter Augsburg und Dillingen festgelegt. Am 10. Mai 1868 wurden die Schützenkompanien aufgelöst; das Regiment war nun in drei Bataillone zu je vier Kompanien gegliedert, die zu jener Zeit mit höchstens 42 Mann aufgefüllt waren. Im Oktober 1868 wurde das II. Bataillon endgültig nach Neu-Ulm verlegt. Mit dem Tod König Ottos von Griechenland am 26. Juli 1867 erhielt das Regiment am selben Tag die Bezeichnung 12. Infanterie-Regiment „vacant König Otto von Griechenland“. Am 15. April 1870 wurde Königin Amalie von Griechenland zur Inhaberin des Regiments ernannt, das ab sofort 12. Infanterie-Regiment „Königin Amalie von Griechenland“ hieß.

### Krieg gegen Frankreich 1870/71
Zu Beginn des Krieges machte das I. und II. Bataillon bei der 3. Brigade der 2. Division mobil und trat in Stärke 53 Offiziere, 1980 Mann und 52 Pferden an; das III. Bataillon verblieb zunächst als Besatzung in Ulm. Am 22. August 1870 übernahm Oberst Georg Narciß das Kommando über das Regiment. Am 30. August 1870 focht es – dem preußischen IV. Korps unterstellt – bei Beaumont, wo es lediglich drei Verwundete zu beklagen hatte. In der Schlacht von Sedan am 1. September 1870 nahm das Regiment in Stärke 42 Offiziere und 1293 Mann teil, in der sieben Offiziere und 63 Mann fielen, neun Offiziere und 241 Mann verwundet und dreißig Mann vermisst wurden. Am 16. September traf Ersatz von vier Lieutenant und 200 Mann ein; am 6. Oktober 1870 wurde das III. Bataillon mit 22 Offizieren und 931 Mann aus Ulm nach Frankreich nachgezogen. In den Gefechten am 9. und 10. Oktober 1870 bei Méréville und Artenay vermeldete das Regiment nahezu keine Verluste. Bei den Kämpfen vor Orléans am 11. Oktober 1870 fielen zwei Offiziere, fünf Unteroffiziere und 17 Mann, sieben Offiziere und 83 Mann wurden verwundet, von denen zwei Offiziere kurz darauf ihren Verletzungen erlagen. Sieben Mann wurden vermisst. Für sein tapferes Verhalten vor Orléans wurde der Oberstkommandant Georg von Narciß mit dem Ritterkreuz des Militär-Max-Joseph-Ordens ausgezeichnet. Die Verluste hätten durch den am 16. Oktober eintreffenden Ersatz von vier Offizieren und 230 Mann aufgefüllt werden können, wenn nicht Typhus im Regiment ausgebrochen wäre. In dem Zeitraum wurde das Regiment der preußischen 2. Kavallerie-Division unterstellt. In der Schlacht bei Coulmiers am 9. November 1870 kämpfte das Regiment in einer Stärke von 52 Offizieren und 1730 Mann. Die Verluste beliefen sich auf fünf Gefallene, 40 Verwundete und 34 Vermisste. Am 22. November 1870 nahm es bei „nur“ einem eigenen Verwundeten 150 Franzosen gefangen und erbeutete umfangreiche Lebensmittelvorräte. Während am 1. Dezember 1870 das Regiment bei der Gefechtsaufklärung vor Patay keine Verluste zu verzeichnen, musste es in der Schlacht bei Loigny und Poupry am 2. Dezember 1870 schwere Verluste hinnehmen (Gefallene: vier Offiziere und 40 Mann, Verwundete: vierzehn Offiziere, 300 Mann, Vermisste: 45 Mann). Die Fahne des III. Bataillons wurden durch einen Artillerievolltreffer bei Ferme Beauvilliers schwer beschädigt und verschüttet. Sie wurde im Januar 1871 wieder notdürftig zusammengenäht und an einer neuen Stange angebracht. Eines der abgerissenen Stücke wurde beim Regiment als Denkzeichen aufbewahrt. Das am 6. Dezember 1870 bei Meung kämpfende III. Bataillon nahm bei 24 Mann eigenen Verlusten 50 französische Gendarmen gefangen. Nach der Schlacht bei Beaugency von 8. bis 10. Dezember hatte es nochmals an Gefallenen drei Offiziere und elf Mann, an Verwundeten sechs Offiziere und 79 Mann sowie elf Vermisste hinzunehmen. Das Regiment hatte danach noch eine Einsatzstärke von dreizehn Offizieren sowie 800 Unteroffiziere und Mannschaften. Das II. Bataillon war besonders hart getroffen; es verfügte nur noch über eine Gefechtsstärke von vier Offizieren und 312 Mann. Die 9. und 10. Kompanie wurden zu einer Einheit zusammengefasst, zwei Kompanien wurden von (Fahnen-)Junkern geführt. Am 10. Dezember 1870 traf Ersatz von drei Offizieren und 312 Mann ein. Am selben Tag focht das Regiment bei Villorceau, wo nochmals fünf Mann fielen, zwei Offiziere und 69 Mann verwundet und zehn Mann vermisst wurden. Nach den Kampfhandlungen wurden folgende Stärken gemeldet:
- I. Bataillon: ein Oberleutnant, 1 Unterleutnant, 240 Mann
- II. Bataillon: ein Oberleutnant, ein Unterleutnant, ein Junker, 370 Mann
- III. Bataillon: ein Oberleutnant, ein Unterleutnant, zwei Junker, 560 Mann
- Regiment: vierzehn Offiziere und 1170 Mann

Von 2. Januar bis 30. April 1871 war das Regiment Teil des Belagerungsringes um Paris. Eine Abordnung des Regiments mit der Fahne des I. Bataillons und drei Mann Fahnenbegleitung des III. Bataillons nahm an der Kaiserproklamation in Versailles teil. Das II. Bataillon wurde danach in die Heimat verlegt, das I. und III. Bataillon verblieben bis 21. Juli 1873 noch als Besatzungstruppe.
Das Regiment hatte während des Krieges gegen Frankreich zu beklagen:
- an Gefallenen zwölf Offiziere sowie siebzehn Unteroffiziere und 106 Mann;
- an Verwundeten 52 Offiziere sowie 75 Unteroffiziere und 698 Mann;
- an Vermissten sechs Unteroffiziere und 126 Mann.

Am 3. November 1872 wurde Maximilian Freiherr von Gumppenberg-Pöttmes-Oberbrennberg zum Regimentskommandeur ernannt. Ab dem Jahre 1874 war Neu-Ulm der Friedensstandort für das gesamte Regiment. Im Jahre 1878 wurde Oberst Maximilian Freiherr von Gumppenberg, nunmehr Führer der 7. Infanterie-Brigade, à la suite des Regiments gestellt. Am 27. Februar 1879 wurde Prinz Arnulf von Bayern zum Inhaber des Regiments ernannt, das bis zu seiner Auflösung nunmehr 12. Infanterie-Regiment „Prinz Arnulf von Bayern“ hieß. Am 3. November 1880 wurde Oberst Ludwig Müller zum Regimentskommandeur ernannt. Am 1. April 1881 wurde die 3. Kompanie zur Aufstellung des 18. Infanterie-Regiments abgegeben. Nachdem Oberst Müller das Kommando am 22. Februar 1883 an Oberst Carl Lindhamer übergeben hatte und zum Führer der 2. Infanterie-Brigade ernannt worden war, wurde er im Jahre 1883 à la suite gestellt. Im Jahre 1895 stiftete Prinz Arnulf 10.000 Reichsmark mit der Bestimmung, dass jährlich am 2. Dezember im Gedenken an die Schlacht bei Loigny die Zinsen an verdiente Unteroffiziere des Regiments ausbezahlt werden sollen. Mit dem 1. Oktober 1893 wurde das IV. Halbbataillon mit der 13. und 14. Kompagnie aufgestellt. Die feierliche Fahnenweihe des IV. Bataillons fand am 23. Oktober 1893 in der Frauenkirche zu München statt. Das Regiment hatte nun eine Sollstärke von 65 Offizieren, sieben Ärzten, vier Zahlmeister sowie 2048 Unteroffiziere und Mannschaften. Die 13. und 14. Kompagnie wurden bereits am 1. April 1897 wieder abgegeben und als 7. und 8. Kompagnie beim 22. Infanterie-Regiment eingegliedert. 1899 spendete Prinz Arnulf dem Offizierkorps im Zuge der Eröffnung der neuen Offizier-Speiseanstalt 3000 Reichsmark, namhafte Gönner des Regiments stifteten Tafelsilber und eine Ritterrüstung. Prinzregent Luitpold übergab ein lebensgroßes, von August Heyn gemaltes Bildnis. Im selben Jahr wurde verfügt, dass die Fahnenträger des Regiments künftig durch den Regimentskommandeur zu ernennen seien. Zur China-Expedition im Juni 1900 meldeten sich aus dem Regiment vierzig Mann, von denen ein Mann nicht zurückkehrte. Nach dem Tod des Prinzen Arnulf am 12. November 1906 erhielt das Regiment aus seinem Nachlass eine Summe von 20.000 Reichsmark, dessen Zinsen für die Einrichtungen des Offizierkorps verwendet werden sollen. Am 1. Oktober 1911 wurde die Maschinengewehr-Kompanie aufgestellt. Im Jahre 1913 wurden als Ersatzbezirke die Kreise Dillingen und Mindelheim bestimmt. Am 19. März 1914 wurde Maximilian Policzka zum Regimentskommandeur ernannt. Am 28. Juni 1914 führte das Regiment seine 100-Jahr-Feier unter Anwesenheit der Prinzessin Therese mit ihrem Sohn, Prinz Heinrich von Bayern, durch. Das Jubiläum fand kurioserweise am selben Tag statt, an dem mit dem Attentat von Sarajevo auf den österreichischen Thronfolger Franz Ferdinand und seine Gattin der Auslöser für den Ausbruch des Ersten Weltkriegs gelegt wurde.

### Erster Weltkrieg

#### 1914

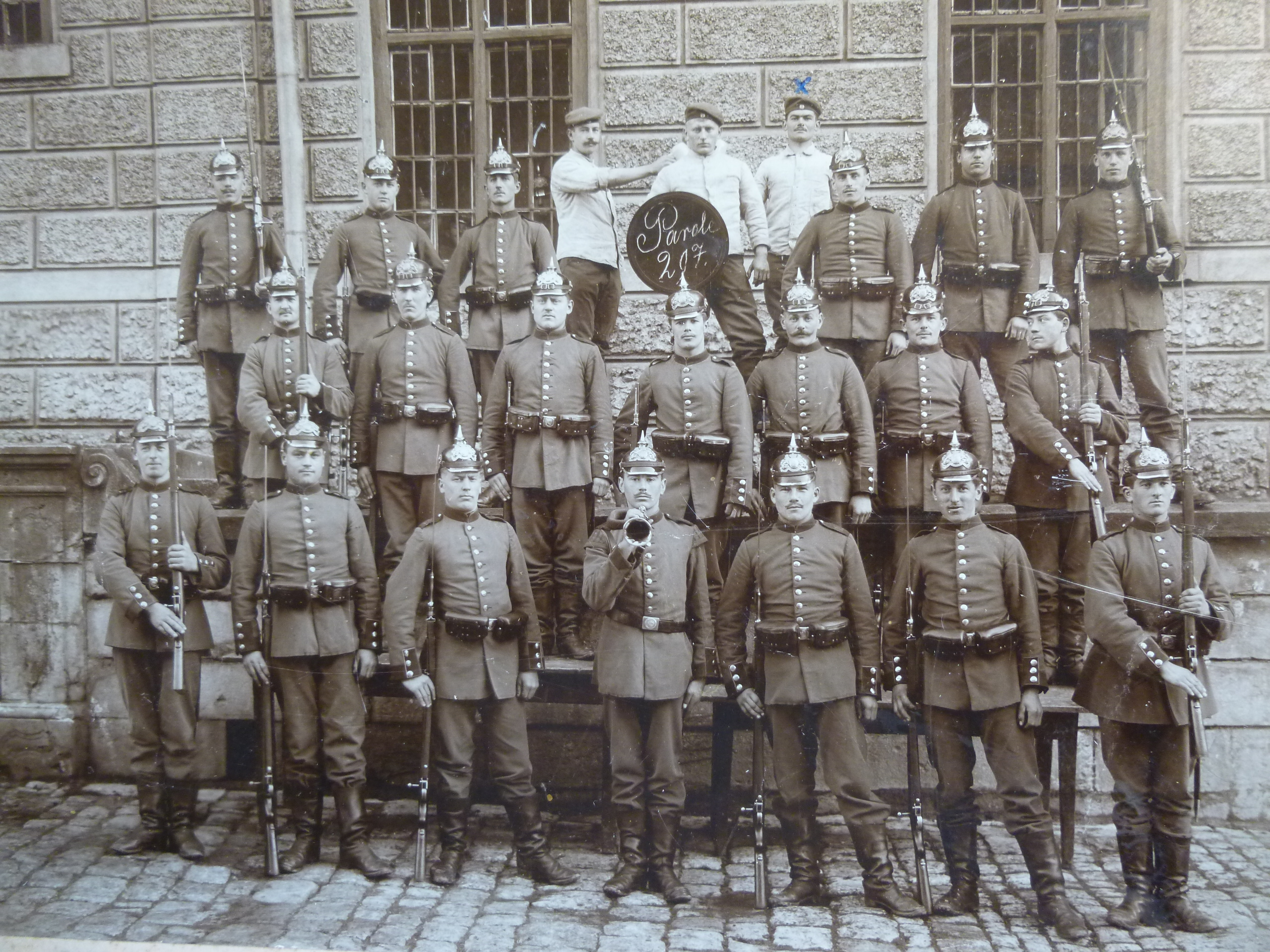
Wachkommando Kaisheim (1913)

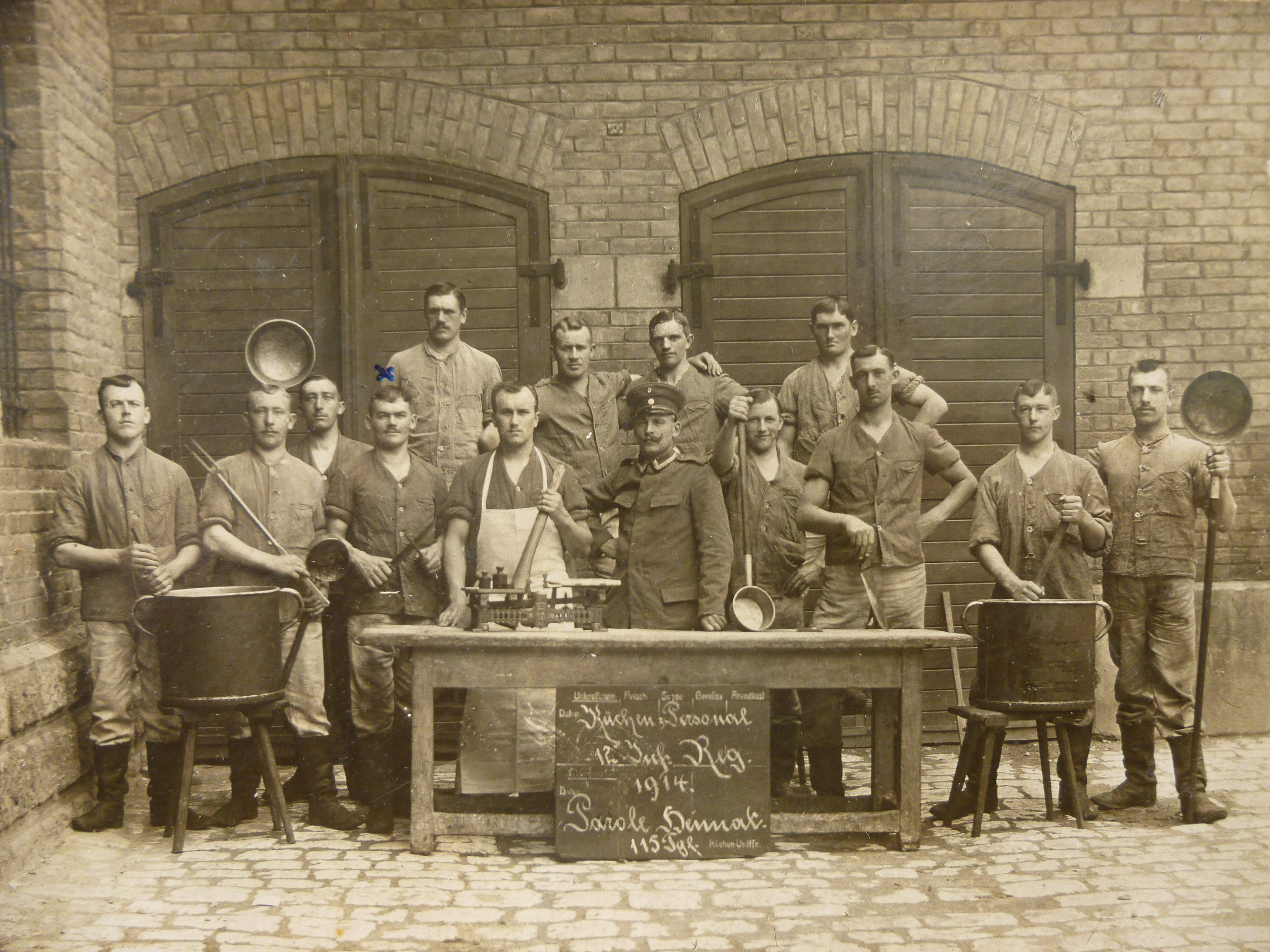
Küchenpersonal des 12. Infanterie-Regiments 1914

Das Regiment trat zu Beginn des Ersten Weltkriegs mit etwa 90 Offizieren, 3300 Unteroffizieren und Mannschaften, 235 Pferden sowie 75 Fahrzeugen an. Es war der 4. Infanterie-Brigade unter Generalmajor Maximilian von Kirschbaum, im Weiteren der 2. Infanterie-Division unter Generalleutnant Maximilian von Höhn unterstellt. Am 28. August 1914 waren die Soldaten des II. Bataillons bereits im Begriff, die unter schweren Artilleriebeschuss stehende Kuppe bei Goromühle aufzugeben. Der Fahnenträger des Bataillons, Sergeant Kölbl, nötigte die Truppe durch Entfalten der Fahne, an Ort und Stelle auszuhalten, bis sein Bataillonsführer zur Verstärkung eintraf. Er wurde hierfür mit der Silbernen Tapferkeitsmedaille ausgezeichnet. Am 2. September 1914 fiel der Fahnenträger des III. Bataillons, Sergeant Funk, weswegen ein Erinnerungsring verliehen wurde. Im Zuge der Schlacht in Lothringen vom 20. August bis 5. September 1914 verlor das Regiment an Gefallenen (Offz/Uffz und Msch) 10/217, an Verwundeten 22/1086 und an Vermissten -/156. Am 1. September meldete das Regiment eine Gefechtsstärke von 27 Offizieren und 1650 Mann. Am 7. September 1914 traf der erste Ersatz (neun Offiziere, zwölf Offizierstellvertreter, 67 Unteroffiziere und 954 Mannschaften) ein. Die 4. Infanterie-Brigade wurde am 18. September 1914 als Vorausverband nach Lassigny in Marsch gesetzt, um dort schnellstmöglich die linke Flanke der 1. Armee zu decken. Am 21. September 1914 wurden das 15. Infanterie-Regiment vor Lassigny, links davon das Regiment vor Thiescourt geworfen, um einen Umfassungsangriff von französisch-marokkanischen Kräften zu verhindern. Am 24. September überschritt das Regiment bei Péronne die Somme. Bei den Gefechten bei Thiescourt vom 21. September bis 26. Oktober 1914 musste es einen Verlust an Gefallenen 4/87, an Verwundeten 11/268 sowie an Vermissten 1/1 hinnehmen. Über den Winter 1914/15 lag das Regiment bei Feuillières und Péronne in Stellung und hatte vergleichsweise nur geringe Verluste zu ertragen.

#### 1915
Vom 13. Mai bis 28. Juni 1915 wurde das I. Bataillon zusammen mit jeweils dem I. Bataillon des 16. Infanterie-Regiments sowie des 20. Infanterie-Regiments als kombiniertes Regiment bei Arras eingesetzt. Vom Bataillon blieben sieben Offiziere, zwei Fähnriche und 104 Mann im Feld, 468 Offiziere und Mann wurden verwundet, elf Mann vermisst. Drei Offiziere mussten wegen Nervenzerrüttung aus der Front gelöst werden. Am 31. Mai 1915 traf Ersatz von vier Offizieren und vier Vizefeldwebel ein (Stärke am 31. Mai 1915: 76 Offiziere, 3428 Mann, zehn MG, 205 Pferde), denen am 19. Juni 484 Mann folgten. Im Juli 1915 gab das Regiment seine Fahnen ins Zeughaus ab, da sie im Stellungskrieg nicht mehr zeitgemäß waren. Zu Beginn der Schlacht bei La Bassée und Arras vom 6. Oktober 1915 bis 7. Mai 1916 löste das Regiment die beim VI. Armee-Korps eingesetzten Halbbataillone des Reserve-Infanterie-Regiments 1 und des Reserve-Infanterie-Regiments 2 in ihren Stellungen ostwärts Neuville ab. Am 11. Oktober 1915 griffen nach schwerer Artillerievorbereitung vor dem Abschnitt des Regiments Teile des französischen III. und XII. Armee-Korps an. Sie wurden schon weit vor den Gräben ins Kreuzfeuer genommen. Die wenigen eingebrochenen Franzosen wurden durch Gegenstöße wieder aus den Stellungen geworfen. Von Oktober 1915 bis Mai 1916 fielen vier Offiziere sowie 183 Unteroffiziere und Mannschaften. Sieben Offiziere und 571 Mann wurden verwundet, von denen zwei Offiziere ihren Verwundungen erlagen. Elf Mann galten als vermisst.

#### 1916
Im Jahre 1916 wurden die 2. und 3. Maschinengewehr-Kompanie (Stärke: ein Offizier, vierzehn Unteroffiziere und 140 Mann) unter Heranziehung der MG-Züge aufgestellt. Während der Schlacht um Verdun vom 8. Mai bis 3. Juli 1916 war das Regiment im Schwerpunkt der Kämpfe eingesetzt. Nachdem am 22. Mai 1916 die Franzosen beiderseits des Forts Douaumont bei der preußischen 5. und 6. Infanterie-Division einige 100 m eingebrochen waren, wurden am 23. Mai das 15. Infanterie-Regiment ostwärts des Forts, das Regiment westlich davon zum Gegenangriff angesetzt, um das Fort und das Dorf zurückzuerobern. Als die alte Stellungen wieder genommen waren, beabsichtigte das I. Armee-Korps, den Erfolg zu nutzen und weiter nach Süden und Westen vorzugehen, was jedoch am 25. Mai wegen mangelnder Vorbereitung und bereits spürbarer Erschöpfung misslang. Das Regiment konnte elf französische Offiziere und etwa 300 Mann gefangen nehmen und vierzehn Maschinengewehre erbeuten. Der am 1. Juni 1916 eintreffende Ersatz von sechs Offizieren, 23 Unteroffizieren und 1000 Mann konnte die eigenen Verluste nicht mehr ausgleichen. Bis 12. Juni 1916 kämpfte sich das Regiment bis Thiaumont vor. Im Zuge dieser Kämpfe fielen allein unter den Offizieren fünfzehn, darunter der Regimentskommandeur Oberst Policzka, der am 12. Juni 1916 im Fosses-Wald vor Verdun den Tod fand, acht wurden verwundet und zwei vermisst, die später als tot erklärt wurden. Ab 16. Juni 1916 wurde Oberstleutnant Heinrich Zeyß zum Regimentskommandeur ernannt, der seit dem 26. Juni 1916 bei den Kämpfen vor dem Zwischenwerk Thiaumont als vermisst galt. Kurzzeitig durch das Alpenkorps für die weiteren Angriffsoperationen vor Verdun abgelöst, musste das Regiment nunmehr die sehr ungünstig gelegenen Stellungen besetzen und sich zur Verteidigung einrichten. Ab dem 11. Juli bis Kriegsende führte Oberstleutnant Wolf das Regiment. Im September 1916 wurde dem Regiment ein Landwehrbataillon unterstellt. Am 15. Oktober lag es westlich von Sailly an der linken Flanke der 2. Infanterie-Division, linker Nachbar war die preußische 16. Infanterie-Division. Nach dem Einbruch der Franzosen bei der 16. Infanterie-Division hatte das Regiment ihren linken Flügel nach Osten zurückzunehmen und zugleich gegen die englischen und französischen Angriffe halten. Bis zum 5. November 1916 wurde nahezu der gesamte alte Frontverlauf wieder hergestellt. An der Somme (9. Oktober bis 7. November 1916) fielen wieder 110 Mann, sechs Offiziere und 276 Mann wurden verwundet, zehn Offiziere und 339 Mannschaften wurden als vermisst gemeldet. In dieser Zeit wurde dem Regiment kein Ersatz zugeteilt, erhielt jedoch über fünfzig Eiserne Kreuze. Am 13. November 1916 traf das Regiment in St. Mihiel ein, wo es bis 4. Mai 1917 in Stellung ging und nur geringe Verluste aufzuweisen hatte.

#### 1917
Im Januar 1917 übernahm das Regiment die ersten leichten Maschinengewehre. Südlich der Ailette am Chemin des Dames rückte es am 8. Mai 1917 in die Stellung ein. In der Schlacht an der Aisne während der groß angelegten französischen Angriffe am 22. und 23. Mai kam das Regiment wieder mit geringen Verlusten davon, hatte jedoch einen sehr hohen Krankenstand. Am 16. Juni 1916 wurden zwei Eiserne Kreuze I. Klasse und fünfzig II. Klasse an die Truppe verteilt. Das Regiment wurde am 25. August in den Wald nordwestlich Avocourt verlegt, wo es bis Ende November keine nennenswerten Kämpfe zu bestehen hatte. Ab Anfang Dezember 1917 lag es ostwärts Beaumont und verblieb dort bis 13. Januar 1918.

#### 1918
Im Jahre 1918 wurden eine Minenwerfer-Kompanie, Regiments- und Bataillons-Nachrichtenzüge aufgestellt. Das Regiment wurde während der Michael-Schlacht bis 2. April 1918 über Cambrai und Péronne nach Moreuil an der Avre vorgezogen, um den Angriff der 2. Armee auf Amiens zu unterstützen. Es kam bis zum 4. April im Rahmen der 2. Infanterie-Division trotz zunehmendem feindlichen Widerstands dem Angriffsziel Amiens bis auf dreizehn km am nächsten, war dann jedoch am Ende seiner Kräfte. Die Kompanien waren inzwischen im Durchschnitt auf eine Stärke von einem Offizier und zwanzig Mann zusammengeschmolzen. Am 17. April 1918 traf Ersatz von acht Unteroffizieren und 119 Mann aus dem Feldrekrutendepot ein. Im April 1918 starben sieben Offiziere, die Anzahl bei Unteroffizieren und Mannschaften ließ sich nicht mehr genau ermitteln. Vom 15. Juli bis 24. August kämpften sich die Reste des Regiments in der Champagne im Zuge der Straße Somme Py bis nördlich Souain vor, konnte die ersten Linien der Franzosen noch durchstoßen, blieben jedoch vor dem zweiten Verteidigungsriegel liegen. Danach wurde der Angriff abgebrochen und das Regiment hatte wieder drei gefallene sowie neun verwundete Offiziere zu beklagen. Am 30. September 1918 wurde das Regiment nahezu aufgerieben. Es fielen sechs Offiziere, im III. Bataillon waren die Kompanien noch 1/12 stark, die Reste von zwei Kompanien gerieten in Gefangenschaft. Die 4., 8. und 12. Kompanie wurden aufgelöst. Am 11. November 1918 befanden sich die Reste des Regiments an der Maas westlich Givet.
Ritterkreuzträger des Militär-Max-Joseph-Ordens:
- Hauptmann Joseph Ritter von Schäffer am 25. August 1916 (gefallen am 1. November 1918)
- Hauptmann Jakob Ritter von Hitzler

Den Militär-Sanitäts-Orden I. Klasse erhielt am 25. Mai 1916 der Regimentsarzt Stabsarzt Hermann Ott.
Das Regiment hatte während des Ersten Krieges Verluste:
- an Gefallenen: 72 Offiziere, zwei Sanitätsoffiziere sowie 280 Unteroffiziere und 2361 Mann;
- an Verwundeten: 138 Offiziere, zwei Sanitätsoffiziere sowie 747 Unteroffiziere und 5995 Mann;
- an Vermissten: ein Offizier, 19 Unteroffiziere und 220 Mann;
- an Krankheiten Verstorbenen: zwei Offiziere, sechs Unteroffiziere und 73 Mann.

Dreizehn Offiziere, 74 Unteroffiziere und 516 Mann gerieten in Gefangenschaft.
- Präsentiermarsch: Bayerischer Präsentiermarsch Fahnenmarsch von 1822/23
- Parademarsch: Bayerischer Defiliermarsch von Adolf Scherzer, komponiert 1850

### Verbleib
Nach dem Waffenstillstand von Compiègne kehrten die Reste des Regiments über Brohl und Wetzlar in die Heimat zurück. Von der Stammbesetzung des Regiments von knapp 3400 Mann bei Kriegsbeginn sind nach Kriegsende nur noch 193 am Leben. Ab 14. Dezember wurde das Regiment in Neu-Ulm demobilisiert und schließlich aufgelöst. Aus demobilisierten Teilen bildeten sich Freiformationen. Am 1. März 1919 wurde das Sicherheitsbataillon Graf mit vier Kompanien und ab Mai zusätzlich mit einer MG-Kompanie aufgestellt. Außerdem bildete der ehemalige Regimentsstab ab April 1919 den Stab des Freikorps Wolf. Beide Formationen gingen im Juni 1919 als Stab und I. Bataillon im Reichswehr-Infanterie-Regiment 43 auf.
Die Tradition übernahm in der Reichswehr ab 24. August 1921 die 11. Kompanie des 19. (Bayerisches) Infanterie-Regiments in Lindau und später in der Wehrmacht das I. Bataillon des Infanterieregiments 40 in Augsburg.